# 馬吉樟
馬吉樟（?—?），字積生，河南省安陽縣（今河南省安陽縣）人，清朝政治人物、進士出身。馬丕瑤之子。
光緒五年，鄉試中舉；光緒六年，登貢士。光緒九年，登進士；改庶吉士。光緒十二年，任翰林院編修；光緒十四年，任國史館協修。光緒十七年，任會典館協修；光緒十九年，任會典館詳校兼幫總纂。光緒二十一年，任會典館漢文總校。光緒二十六年，任國史館纂修。光緒二十八年，任武英殿纂修、文淵閣校理。光緒二十九年，補行辛丑寅併科會試同考官、甘肅鄉試正考官。光緒三十一年，任編書處纂修。次年，任功臣館纂修。同年任日講起居注官。光緒三十三年，赴日本考察政治。次年，任湖北鹽法武昌道。宣統元年，任湖北按察使。